# Nissan-lez-Enserune
Nissan-lez-Enserune (okzitanisch: Nissa d’Ausseruna) ist eine französische Gemeinde mit 4077 Einwohnern (Stand: 1. Januar 2022) im Département Hérault in der Region Okzitanien. Sie gehört zum Arrondissement Béziers und zum Kanton Béziers-1. Die Einwohner werden Nissanais genannt.

## Geographie
Nissan-lez-Enserune liegt etwa neun Kilometer südwestlich von Béziers an der Grenze zum Département Aude. Umgeben wird Nissan-lez-Enserune von den Nachbargemeinden Colombiers im Norden, Lespignan im Osten, Sales-d’Aude im Süden, Coursan im Südwesten, Capestang im Westen, Poilhes im Westen und Nordwesten sowie Montady im Nordwesten.
Der Canal du Midi bildet einen Abschnitt der nördlichen Gemeindegrenze.
Die Ortschaft gehört zum Weinbaugebiet Coteaux-d’Ensérune.

## Geschichte
Durch das Oppidum d’Ensérune zeigt sich die wichtige Bedeutung der Gemeinde als früher Siedlungsplatz, als sie noch inmitten einer Lagunenlandschaft zum Mittelmeer lag. Eine frühe keltische, vielleicht auch hellenistische Besiedlung ist nachweisbar.
Erstmals erwähnt wird die heutige Ortschaft aber erst im 11. Jahrhundert, als die Herren Imbert und Bertrand de Nissan hier ein Stück Land bekommen.
Die Templer haben hier Besitzungen in der kleinen Ortschaft Périès.
Bis zum Ende des 18. Jahrhunderts wütet der Pesterreger mehrmals in Nissan.
Seit 1950 trägt die Gemeinde Nissan den Zusatz -lez-Enserune.

### Bevölkerungsentwicklung
| Jahr      | 1962 | 1968 | 1975 | 1982 | 1990 | 1999 | 2006 | 2017 |
| Einwohner | 2570 | 2450 | 2251 | 2519 | 2835 | 2907 | 3278 | 3995 |

## Sehenswürdigkeiten

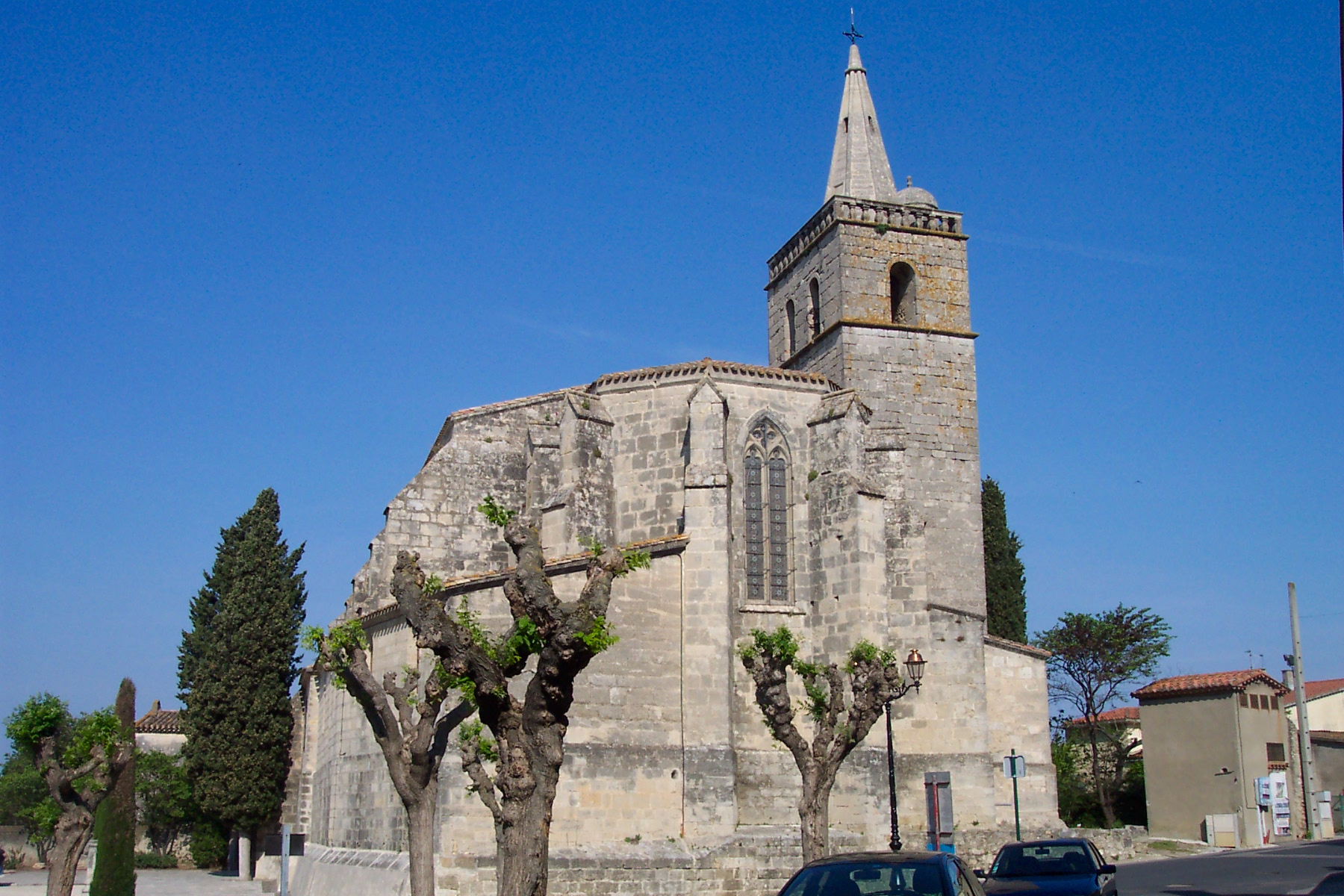
Kirche Saint-Saturnin

- Kirche Saint-Saturnin, Teil der Priorei der Abtei von Psalmodie, aus dem 13. Jahrhundert mit An- und Umbauten im 14., 17. und 19. Jahrhundert, Monument historique seit 1965/1982
- Kapelle Notre-Dame de la Misericorde, ursprünglich wohl auf einen Kirchbau des fünften Jahrhunderts errichtet
- Kapelle Saint-Christol, Gebäude aus dem 16./17. Jahrhundert, deren Fundamente ebenfalls bis in das fünfte Jahrhundert zurückreichen
- Oppidum von Ensérune, keltische, später gallorömische Siedlung aus dem 6. Jahrhundert vor bis zum 1. Jahrhundert nach Christus, auffallend sind die zahlreichen hellenistischen Keramikfunde, die für ein Handelszentrum nahe der Küste an der früheren Mittelmeerlagune des Étang de Montady sprechen, seit 1935/1936 Monument historique
- Mühlen auf den Hügeln von Nissan

## Persönlichkeiten
- Émile Barthe (1874–1939), Schriftsteller

## Gemeindepartnerschaft
Mit der britischen Gemeinde Ampthill in Bedfordshire (England) besteht eine Partnerschaft.